# 歐陽崑
歐陽崑（1481年—？），字汝囗，江西吉安府泰和縣人，民籍，明朝政治人物。

## 生平
江西鄉試第十七名舉人。正德六年（1511年）中式辛未科會試第一百八十二名，登第三甲第一百五十一名進士。

## 家族
曾祖歐陽湯，曾任刑部員外郎；祖父歐陽憲，曾任□□；父歐陽廷臣，母蕭氏。重庆下。兄欧阳相、歐陽嵩（同科進士）、歐陽檜。